# Hypsugo
Hypsugo (Kolenati, 1856) è un genere di pipistrelli della famiglia dei Vespertilionidi.

## Descrizione

### Dimensioni
Al genere Hypsugo appartengono pipistrelli di piccole dimensioni, con lunghezza della testa e del corpo tra 32 e 60 mm, la lunghezza dell'avambraccio tra 24 e 39 mm, la lunghezza della coda tra 26 e 49 mm e un peso fino a 10 g.

### Caratteristiche ossee e dentarie

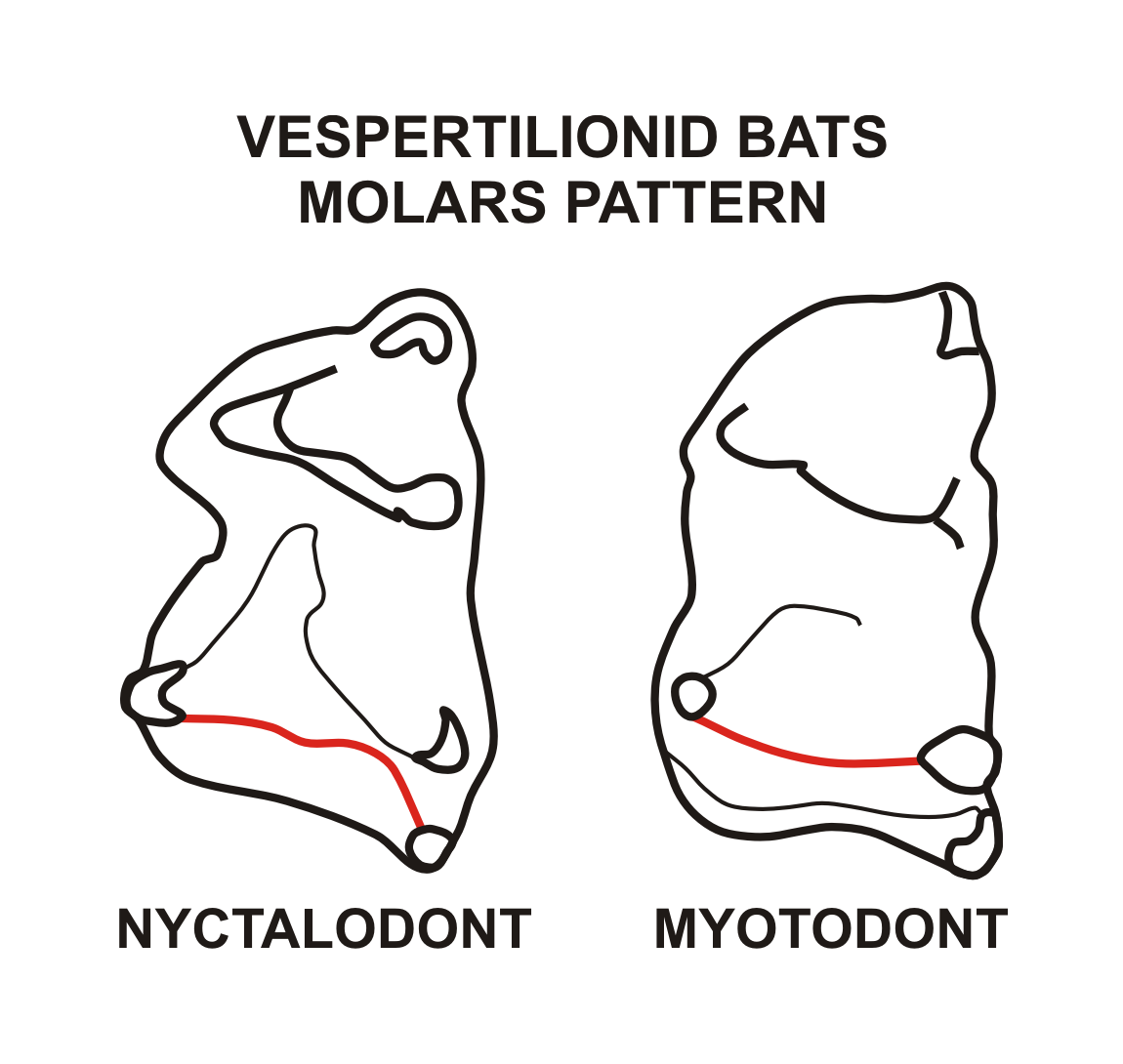
Fig.1

Il cranio presenta una scatola cranica in alcune forme alta e tondeggiante, mentre in altre è bassa e piatta. Il rostro può essere sia corto e largo che lungo e stretto. La linea alveolare è parallela, mentre il palato è più largo che lungo. Gli incisivi superiori esterni sono più piccoli di quelli più interni ma generalmente mai ridotti. Il premolare superiore anteriore è ridotto o talvolta assente. I molari inferiori presentano una struttura occlusale di tipo myotodonte, ovvero l'ultima cuspide posteriore linguale è connessa tramite una cresta con l'ultima cuspide posteriore labiale (Fig.1). L'osso penico è corto, robusto, talvolta con la base e l'estremità espanse, mentre il corpo centrale è appiattito dorsalmente.
Sono caratterizzati dalla seguente formula dentaria:

### Aspetto
Il colore delle parti dorsali varia notevolmente dal giallo-brunastro chiaro al bruno-nerastro, mentre le parti ventrali sono leggermente più chiare. Le orecchie sono di proporzioni moderate, separate ed arrotondate, con un lobo antitragale sempre presente e ben sviluppato. Il trago è relativamente più lungo rispetto a quello delle forme del genere Pipistrellus, ha il margine anteriore dritto, quello posteriore convesso e la punta arrotondata. La coda è lunga ed è sempre inclusa nell'ampio uropatagio. Il calcar è provvisto di un esile lobo di rinforzo.

## Distribuzione
Il genere è diffuso nella Regione Paleartica, dall'Europa al Giappone e Indonesia a est e all'Africa meridionale a sud.

## Tassonomia
Il genere comprende 17 specie.
- La scatola cranica è allungata e rigonfia.

Hypsugo alaschanicus
Hypsugo anthonyi
Hypsugo arabicus
Hypsugo cadornae
Hypsugo dolichodon
Hypsugo imbricatus
Hypsugo kitcheneri
Hypsugo lophurus
Hypsugo macrotis
Hypsugo musciculus
Hypsugo pulveratus
Hypsugo vordermanni
- La scatola cranica è bassa e piatta.

Hypsugo ariel
Hypsugo bodenheimeri
Hypsugo lanzai
Hypsugo savii
Hypsugo stubbei